# Éder Gaúcho
Pour les articles homonymes, voir Guterres, Silveira et Gaucho (homonymie).
Éder Guterres Silveira, dit Éder ou Éder Gaúcho (né le 7 octobre 1977), est un footballeur brésilien jouant au poste de défenseur central.

## Biographie
Il dispute au cours de sa carrière 4 matchs en Ligue des champions, 14 en Coupe de l'UEFA (1 but), et 2 en Coupe Intertoto.
Il joue un total de 164 matchs en première division portugaise, inscrivant 9 buts.

## Carrière
- 1997-1999 : Grêmio Porto Alegre  Brésil
- 1999-2002 : União Leiria  Portugal
- 2002-2005 : Boavista  Portugal
- 2006 : Terek Grozny  Russie
- 2007 : Sertãozinho FC  Brésil
- 2007-2008 : União Leiria  Portugal
- 2008-2010 : Al Nasr Riyad  Arabie saoudite
- 2010 : Al-Rayyan SC  Qatar